# Syama
Syama est une mine d'or à ciel ouvert, située sur la commune de Fourou au sud du Mali, proche de la frontière ivoirienne.